# Seznam nosilcev srebrne medalje za nadzor zračnega prostora
Seznam nosilcev srebrne medalje za nadzor zračnega prostora.

## Seznam
(datum podelitve - ime)
- 2. julij 2002 - Marjan Bagari - Drago Ivič - Darko Mušič - Danijel Rajič - Šandor Sirak